# Liste der Mitglieder der Academia Brasileira de Letras
Die Liste der Mitglieder der Academia Brasileira de Letras enthält sämtliche ordentlichen Mitglieder seit Gründung der Literaturakademie 1897 in Rio de Janeiro, geordnet nach den 40 Sitzen (cadeiras). Seit Bestehen verzeichnet die Akademie, außer den korrespondierenden Mitgliedern, 252 imortais, die „Unsterblichen“ der brasilianischen Literatur, die ihren Sitz bis zum Lebensende innehaben (Stand 2018).

## Cadeira 1 bis 40
| Überblick der Sitze | Überblick der Sitze | Überblick der Sitze | Überblick der Sitze | Überblick der Sitze | Überblick der Sitze | Überblick der Sitze | Überblick der Sitze | Überblick der Sitze | Überblick der Sitze | Überblick der Sitze | Überblick der Sitze | Überblick der Sitze | Überblick der Sitze | Überblick der Sitze | Überblick der Sitze | Überblick der Sitze | Überblick der Sitze | Überblick der Sitze | Überblick der Sitze |
| ------------------- | ------------------- | ------------------- | ------------------- | ------------------- | ------------------- | ------------------- | ------------------- | ------------------- | ------------------- | ------------------- | ------------------- | ------------------- | ------------------- | ------------------- | ------------------- | ------------------- | ------------------- | ------------------- | ------------------- |
| 1                   | 2                   | 3                   | 4                   | 5                   | 6                   | 7                   | 8                   | 9                   | 10                  | 11                  | 12                  | 13                  | 14                  | 15                  | 16                  | 17                  | 18                  | 19                  | 20                  |
| 21                  | 22                  | 23                  | 24                  | 25                  | 26                  | 27                  | 28                  | 29                  | 30                  | 31                  | 32                  | 33                  | 34                  | 35                  | 36                  | 37                  | 38                  | 39                  | 40                  |

### Cadeira 1 – „Adelino Fontoura“
| Nr. | von  | bis  | Name                                    | Anmerkungen | Bild |
| --- | ---- | ---- | --------------------------------------- | --- | ---- |
| 1   | 1897 | 1929 | Luís Murat (1861–1929)                  | Journalist, Dichterjurist und einer der Gründerväter der Akademie. |      |
| 2   | 1929 | 1958 | Afonso d’Escragnolle Taunay (1876–1958) | |      |
| 3   | 1958 | 1975 | Ivan Lins (1904–1975)                   | |      |
| 4   | 1975 | 1997 | Bernardo Élis (1915–1997)               | Der am 15. November 1915 in Corumbá de Goiás als Bernardo Élis Fleury de Campos Curado geborene Jurist, Dichter, Erzähler und Romancier erhielt zahlreiche Auszeichnungen, u. a. für seine Bände mit Erzählungen Caminhos e descaminhos und Veranico de janeiro.                                      |      |
| 5   | 1998 | 2002 | Evandro Lins e Silva (1912–2002)        | |      |
| 6   | 2003 |      | Ana Maria Machado (* 1941)              | Die am 24. Dezember 1941 in Rio de Janeiro geborene Schriftstellerin, Journalistin und Malerin ist besonders als Kinder- und Jugendbuchautorin bekannt geworden. Sie schrieb über 100 Bücher, die in 17 Ländern veröffentlicht wurden. Von 2012 bis 2013 war sie die zweite Präsidentin der Akademie. |      |

### Cadeira 2 – „Álvares de Azevedo“
| Nr. | von  | bis  | Name                               | Anmerkungen | Bild |
| --- | ---- | ---- | ---------------------------------- | --- | ---- |
| 1   | 1897 | 1934 | Coelho Neto (1864–1934)            | Als eines seiner wichtigsten Werke des Gründers der ABL gilt sein 1914 erschienener Roman Rei Negro (Schwarzer König). |      |
| 2   | 1936 | 1963 | João Neves da Fontoura (1887–1963) | Diplomat und Politiker, veröffentlichte zwei Bände Memoiren. |      |
| 3   | 1963 | 1967 | Guimarães Rosa (1908–1967)         | Sein berühmtester Roman Grande Sertão: Veredas (dt. als Grande Sertão) wird von manchen Literaturkritikern als das brasilianische Gegenstück zu Ulysses (James Joyce) und Berlin Alexanderplatz (Alfred Döblin) angesehen. |      |
| 4   | 1968 | 1996 | Mário Palmério (1916–1996)         | |      |
| 5   | 1997 | 2021 | Tarcísio Padilha (1928–2021)       | Der Sohn des Politikers Raimundo Delmiriano Padhila unterrichtete überwiegend als Hochschullehrer Philosophiegeschichte an Universitäten in Rio de Janeiro.                                                                |      |
| 6   | 2021 |      | Eduardo Giannetti (* 1957)         | |      |

### Cadeira 3 – „Artur de Oliveira“
| Nr. | von  | bis  | Name                                 | Anmerkungen | Bild |
| --- | ---- | ---- | ------------------------------------ | --- | ---- |
| 1   | 1897 | 1945 | Filinto de Almeida (1857–1945)       | |      |
| 2   | 1945 | 1948 | Roberto Simonsen (1889–1948)         | |      |
| 3   | 1948 | 1970 | Aníbal Freire da Fonseca (1884–1970) | |      |
| 4   | 1971 | 1999 | Herberto Sales (1917–1999)           | |      |
| 5   | 2000 | 2018 | Carlos Heitor Cony (1926–2018)       | Von den zahlreichen Schriften des 1926 in Rio de Janeiro geborenen Schriftstellers und Journalisten wurden bisher 10 Werke verfilmt. |      |
| 6   | 2018 |      | Joaquim Falcão (* 1943)              | |      |

### Cadeira 4 – „Basílio da Gama“
| Nr. | von  | bis  | Name                        | Anmerkungen | Bild |
| --- | ---- | ---- | --------------------------- | --- | ---- |
| 1   | 1897 | 1913 | Aluísio Azevedo (1857–1913) | Mit „O Mulato“ schuf Azevedo 1881 den ersten naturalistischen Roman der brasilianischen Literaturgeschichte.                                                                                      |      |
| 2   | 1914 | 1944 | Alcides Maia (1978–1944)    | |      |
| 3   | 1945 | 1988 | Viana Moog (1906–1988)      | |      |
| 4   | 1988 |      | Carlos Nejar (* 1939)       | Der am 11. Januar in Porto Alegre geborene Jurist, Dichter und Literaturkritiker erhielt insbesondere für seine Übersetzungen der Werke von Jorge Luis Borges und Pablo Neruda zahlreiche Preise. |      |

### Cadeira 5 – „Bernardo Guimarães“
| Nr. | von  | bis  | Name                                | Anmerkungen | Bild |
| --- | ---- | ---- | ----------------------------------- | --- | ---- |
| 1   | 1897 | 1911 | Raimundo Correia (1859–1911)        | Dichterjurist. Correia war ein bedeutender Vertreter der brasilianischen Spätromantik und des Parnassismus. Mit Alberto de Oliviera und Olavo Bilac gehörte er zur sogenannten „Parnassischen Triade“. Das Sonett „As pombas“ gilt als eines der besten und bekanntesten Sonette portugiesischer Sprache im 19. Jahrhundert. |      |
| 2   | 1912 | 1917 | Oswaldo Gonçalves Cruz (1872–1917)  | |      |
| 3   | 1917 | 1959 | Aloísio de Castro (1881–1959)       | |      |
| 4   | 1960 | 1977 | Cândido Mota Filho (1897–1977)      | |      |
| 5   | 1977 | 2003 | Rachel de Queiroz (1910–2003)       | 1977 wurde Rachel de Queiroz das erste weibliche Mitglied der Akademie und erhielt 1993 als erste weibliche Preisträgerin den renommierten Prémio Camões. |      |
| 6   | 2004 | 2023 | José Murilo de Carvalho (1939–2023) | |      |
| 7   | 2023 |      | Ailton Krenak (* 1953)              | 2023 wurde Ailton Krenak erstes indigenes Mitglied der Akademie. |      |

### Cadeira 6 – „Casimiro de Abreu“
| Nr. | von  | bis  | Name                              | Anmerkungen | Bild |
| --- | ---- | ---- | --------------------------------- | --- | ---- |
| 1   | 1897 | 1907 | Teixeira de Melo (1833–1907)      | |      |
| 2   | 1907 | 1914 | Artur Jaceguai (1843–1914)        | Der Adlige Artur Silveira de Mota, Baron von Jacequai, war Admiral und Geschichtsforscher und schrieb Werke über Marinegeschichte und den Tripel-Allianz-Krieg in Paraguay. |      |
| 3   | 1915 | 1936 | Goulart de Andrade (1881–1936)    | |      |
| 4   | 1937 | 2000 | Barbosa Lima Sobrinho (1897–2000) | |      |
| 5   | 2000 | 2003 | Raimundo Faoro (1925–2003)        | |      |
| 6   | 2003 | 2025 | Cícero Sandroni (1935–2025)       | Einer der bekanntesten brasilianischen Journalisten, Autor von erzählender und Fachliteratur, zudem von 2007 bis 2009 der 48. Präsident der Akademie                        |      |

### Cadeira 7 – „Castro Alves“
| Nr. | von  | bis  | Name                                               | Anmerkungen | Bild |
| --- | ---- | ---- | -------------------------------------------------- | --- | ---- |
| 1   | 1897 | 1903 | Valentim Magalhães (1859–1903)                     | |      |
| 2   | 1903 | 1909 | Euclides da Cunha (1866–1909)                      | Das bekannteste Werk des brasilianischen Autors, Publizisten und Militäringenieurs ist „Os Sertões“ und wurde 1994 ins Deutsche unter dem Titel „Krieg im Sertão“ übersetzt, in dem er die Ereignisse um die Vernichtung der Siedlung Canudos beschreibt. Jorge Amado nannte dieses Werk das „am wenigsten gelesene, aber meistdiskutierte Buch Brasiliens“. |      |
| 3   | 1910 | 1947 | Afrânio Peixoto (1876–1947)                        | Peixoto war fünfter Präsident der Akademie von 1922 bis 1923 und siebenter Präsident von 1923 bis 1924. |      |
| 4   | 1947 | 1968 | Afonso Pena Júnior (1879–1968)                     | |      |
| 5   | 1968 | 1978 | Hermes Lima (1902–1978)                            | |      |
| 6   | 1979 | 1979 | Francisco Cavalcanti Pontes de Miranda (1892–1979) | |      |
| 7   | 1980 | 1982 | Diná Silveira de Queirós (1911–1982)               | |      |
| 8   | 1983 | 2005 | Sérgio Correia da Costa (1919–2005)                | |      |
| 9   | 2006 | 2018 | Nelson Pereira dos Santos (1928–2018)              | Regisseur, Drehbuchautor und Produzent. Seine Filme, zugehörig dem italienischen Neorealismus, wurden Wegbereiter des Cinema Novo. |      |
| 10  | 2018 | 2025 | Carlos Diegues (1940–2025)                         | |      |

### Cadeira 8 – „Cláudio Manuel da Costa“
| Nr. | von  | bis  | Name                               | Anmerkungen | Bild |
| --- | ---- | ---- | ---------------------------------- | --- | ---- |
| 1   | 1897 | 1937 | Alberto de Oliveira (1857–1937)    | |      |
| 2   | 1937 | 1951 | Oliveira Viana (1883–1951)         | |      |
| 3   | 1951 | 1993 | Austregésilo de Ataíde (1898–1993) | |      |
| 4   | 1994 | 1997 | Antônio Calado (1917–1997)         | |      |
| 5   | 1997 | 2009 | Antônio Olinto (1919–2009)         | |      |
| 6   | 2009 | 2023 | Cleonice Berardinelli (1916–2023)  | Berardinelli war als Hochschulprofessorin Spezialistin für portugiesische Literatur. Ab 1975 war sie Korrespondierendes Mitglied der Academia das Ciências de Lisboa, der portugiesischen Akademie der Wissenschaften in Lissabon, Klasse für Literatur. |      |
| 7   | 2023 |      | Ricardo Cavaliere (* 1953)         | |      |

### Cadeira 9 – „Gonçalves de Magalhães“
| Nr. | von  | bis  | Name                                    | Anmerkungen | Bild |
| --- | ---- | ---- | --------------------------------------- | --- | ---- |
| 1   | 1897 | 1963 | Carlos Magalhães de Azeredo (1872–1963) | Gründervater, der 66 Jahre seinen Sitz innehatte, Diplomat und Dichterjurist.                                                                               |      |
| 2   | 1964 | 1973 | Marques Rebelo (1907–1973)              | Der Modernist in der Tradition von Manuel Antônio de Almeida, Machado de Assis und Lima Barreto wurde zweimal mit dem Prêmio Jabuti ausgezeichnet.          |      |
| 3   | 1974 | 2000 | Carlos Chagas Filho (1910–2000)         | Biophysiker, veröffentlichte Essays zur Wissenschaft in der modernen Welt.                                                                                  |      |
| 4   | 2000 |      | Alberto da Costa e Silva (1931–2023)    | Diplomat und Dichter mit einem breiten Spektrum, dazu Afrikanist, der zur Geschichte der Sklaverei und den afrikanisch-brasilianischen Beziehungen schrieb. |      |

### Cadeira 10 – „Evaristo da Veiga“
| Nr. | von  | bis  | Name                               | Anmerkungen | Bild |
| --- | ---- | ---- | ---------------------------------- | --- | ---- |
| 1   | 1897 | 1923 | Ruy Barbosa (1849–1923)            | |      |
| 2   | 1923 | 1937 | Laudelino Freire (1873–1937)       | |      |
| 3   | 1938 | 1981 | Osvaldo Orico (1900–1981)          | Orico wurde bereits mit 37 Jahren Mitglied der Akademie, zudem wurde er als Mitglied in die Academia Paraense de Letras und die Academia Portuguesa da Histórica in Lissabon berufen. |      |
| 4   | 1981 | 1986 | Orígenes Lessa (1903–1986)         | |      |
| 5   | 1986 | 2012 | Lêdo Ivo (1924–2012)               | Ivo erhielt 2009 für sein Werk Requiem den kubanischen Kulturpreis Premio Casa de las Américas.                                                                                       |      |
| 6   | 2013 |      | Rosiska Darcy de Oliveira (* 1944) | |      |

### Cadeira 11 – „Fagundes Varela“
| Nr. | von  | bis  | Name                               | Anmerkungen | Bild |
| --- | ---- | ---- | ---------------------------------- | --- | ---- |
| 1   | 1897 | 1909 | Lúcio de Mendonça (1854–1909)      | |      |
| 2   | 1910 | 1921 | Pedro Lessa (1859–1921)            | |      |
| 3   | 1922 | 1923 | Eduardo Ramos (1854–1923)          | |      |
| 4   | 1923 | 1925 | João Luís Alves (1870–1925)        | |      |
| 5   | 1926 | 1963 | Adelmar Tavares (1888–1963)        | Tavares wurde 1948 der 29. Präsident der Akademie. |      |
| 6   | 1963 | 1992 | Deolindo Couto (1902–1992)         | |      |
| 7   | 1992 | 1997 | Darcy Ribeiro (1922–1997)          | In Deutschland ist Ribeiro vor allem wegen seiner ethnologischen Schriften bekannt geworden, siehe auch den Artikel Zivilisatorischer Prozess nach Darcy Ribeiro. |      |
| 8   | 1997 | 2004 | Celso Furtado (1920–2004)          | |      |
| 9   | 2005 | 2018 | Hélio Jaguaribe (1923–2018)        | |      |
| 10  | 2019 |      | Ignácio de Loyola Brandão (* 1936) | Autor der Romane Null (1979, Zero) und Kein Land wie dieses (1986, Não Verás País Nenhum).                                                                        |      |

### Cadeira 12 – „Joaquim José da França Júnior“
| Nr. | von  | bis  | Name                                     | Anmerkungen | Bild |
| --- | ---- | ---- | ---------------------------------------- | --- | ---- |
| 1   | 1897 | 1902 | Urbano Duarte (1855–1902)                | |      |
| 2   | 1903 | 1934 | Antônio Augusto de Lima (1859–1934)      | |      |
| 3   | 1935 | 1937 | Vítor Viana (1881–1937)                  | Der Jurist, Journalist und Wirtschaftshistoriker wurde insbesondere bekannt durch seine Schriften zur brasilianischen Wirtschaftsgeschichte, dem Völkerrecht und zu den nationalen verfassungsrechtlichen Problemen Brasiliens. |      |
| 4   | 1937 | 1968 | José Carlos de Macedo Soares (1883–1968) | |      |
| 5   | 1968 | 1995 | Abgar Renault (1901–1995)                | |      |
| 6   | 1996 | 2002 | Lucas Moreira Neves (1925–2002)          | |      |
| 7   | 2003 | 2021 | Alfredo Bosi (1936–2021)                 | |      |
| 8   | 2021 |      | Paulo Niemeyer Soares Filho (* 1952)     | Der Gehirnchirurg, auch bekannt als Paulo Niemeyer Filho, veröffentlichte 2020 das Werk No labirinto do cérebro über Gehirnanatomie.                                                                                            |      |

### Cadeira 13 – „Francisco Otaviano“
| Nr. | von  | bis  | Name                                                            | Anmerkungen | Bild |
| --- | ---- | ---- | --------------------------------------------------------------- | --- | ---- |
| 1   | 1897 | 1899 | Alfredo d’Escragnolle Taunay, 1. Visconde de Taunay (1843–1899) | |      |
| 2   | 1899 | 1901 | Francisco de Castro (1857–1901)                                 | |      |
| 3   | 1902 | 1904 | José Isidoro Martins Júnior (1860–1904)                         | |      |
| 4   | 1905 | 1917 | João Carneiro de Sousa Bandeira (1865–1917)                     | |      |
| 5   | 1918 | 1960 | Hélio Lobo (1883–1960)                                          | |      |
| 6   | 1960 | 1970 | Augusto Meyer (1902–1970)                                       | |      |
| 7   | 1970 | 1991 | Francisco de Assis Barbosa (1914–1991)                          | |      |
| 8   | 1992 | 2022 | Sérgio Paulo Rouanet (1934–2022)                                | Rouanet hat das Werk des Philosophen Walter Benjamin ins Portugiesische übersetzt und erhielt dafür 2004 unter anderem die Goethe-Medaille. Von 1992 bis 1996 war Rouanet brasilianischer Generalkonsul in Berlin. 1995 gründete Rouanet dort das brasilianisch-deutsche Kulturinstitut „Instituto Cultural Brasileiro na Alemanha“ (ICBRA). |      |
| 9   | 2022 |      | Ruy Castro (* 1948)                                             | |      |

### Cadeira 14 – „Franklin Távora“
| Nr. | von  | bis  | Name                              | Anmerkungen | Bild |
| --- | ---- | ---- | --------------------------------- | --- | ---- |
| 1   | 1897 | 1944 | Clóvis Beviláqua (1859–1944)      | Beviláqua gilt als einer der Väter des brasilianischen Bürgerlichen Gesetzbuches (Código civil brasileiro) von 1901. |      |
| 2   | 1944 | 1966 | Antônio Carneiro Leão (1887–1966) | |      |
| 3   | 1967 | 1974 | Fernando de Azevedo (1894–1974)   | |      |
| 4   | 1975 | 2006 | Miguel Reale (1910–2006)          | |      |
| 5   | 2006 |      | Celso Lafer (* 1941)              | |      |

### Cadeira 15 – „Antônio Gonçalves Dias“
| Nr. | von  | bis  | Name                                 | Anmerkungen | Bild |
| --- | ---- | ---- | ------------------------------------ | --- | ---- |
| 1   | 1897 | 1918 | Olavo Bilac (1865–1918)              | |      |
| 2   | 1919 | 1929 | Amadeu Amaral (1875–1929)            | |      |
| 3   | 1930 | 1969 | Guilherme de Almeida (1890–1969)     | |      |
| 4   | 1969 | 1979 | Odilo Costa Filho (1914–1979)        | |      |
| 5   | 1980 | 1997 | Marcos Barbosa (1915–1997)           | |      |
| 6   | 1997 | 2010 | Fernando Bastos de Ávila (1918–2010) | |      |
| 7   | 2011 |      | Marco Lucchesi (* 1963)              | Lucchesi ist Träger zahlreicher Literaturpreise. Für sein dichterisches Gesamtwerk erhielt er den Literaturpreis Prêmio Alceu. |      |

### Cadeira 16 – „Gregório de Matos“
| Nr. | von  | bis  | Name                              | Anmerkungen | Bild |
| --- | ---- | ---- | --------------------------------- | --- | ---- |
| 1   | 1897 | 1911 | Araripe Júnior (1848–1911)        | |      |
| 2   | 1912 | 1935 | Félix Pacheco (1879–1935)         | |      |
| 3   | 1936 | 1985 | Pedro Calmon (1902–1985)          | |      |
| 4   | 1985 | 2022 | Lygia Fagundes Telles (1918–2022) | Von der mehrfachen Prêmio-Jabuti-Preisträgerin erschienen auf Deutsch: Mädchen am blauen Fenster und Die Struktur der Seifenblase. |      |
| 5   | 2022 |      | Jorge Caldeira (* 1955)           | |      |

### Cadeira 17 – „Hipólito da Costa“
| Nr. | von  | bis  | Name                                       | Anmerkungen | Bild |
| --- | ---- | ---- | ------------------------------------------ | --- | ---- |
| 1   | 1897 | 1914 | Sílvio Romero (1851–1914)                  | |      |
| 2   | 1915 | 1927 | Osório Duque-Estrada (1870–1927)           | |      |
| 3   | 1927 | 1954 | Edgar Roquette-Pinto (1884–1954)           | Schriftsteller, Ethnologe, Anthropologe und Arzt. Er gilt als „Vater des brasilianischen Radios“.                                                     |      |
| 4   | 1955 | 1970 | Álvaro Lins (1912–1970)                    | |      |
| 5   | 1971 | 1999 | Antônio Houaiss (1915–1999)                | Kulturminister, Romanist, Lusitanist und Lexikograf: der „Houaiss“ ist ein sechsbändiges Wörterbuch der portugiesischen Sprache, das ab 2002 erschien |      |
| 6   | 1999 | 2020 | Affonso Arinos de Mello Franco (1930–2020) | |      |
| 7   | 2022 |      | Fernanda Montenegro (* 1929)               | neunte, in die ABL aufgenommene Frau, und erste Schauspielerin                                                                                        |      |

### Cadeira 18 – „João Francisco Lisboa“
| Nr. | von  | bis  | Name                                                  | Anmerkungen | Bild |
| --- | ---- | ---- | ----------------------------------------------------- | --- | ---- |
| 1   | 1897 | 1916 | José Veríssimo (1857–1916)                            | Veríssimo gilt heute noch als einflussreicher Literaturgeschichtler und -Kritiker, der in seiner História da literatura brasileira den Beginn einer eigenständigen brasilianischen Literatur auf das Jahr 1835 legte. |      |
| 2   | 1917 | 1918 | Francisco Inácio Marcondes Homem de Melo (1837–1918)  | |      |
| 3   | 1918 | 1925 | Alberto Faria (1869–1925)                             | |      |
| 4   | 1926 | 1932 | Luís Carlos da Fonseca Monteiro de Barros (1880–1932) | |      |
| 5   | 1933 | 1944 | Antônio Joaquim Pereira da Silva (1876–1944)          | |      |
| 6   | 1945 | 1983 | Peregrino Júnior (1898–1983)                          | |      |
| 7   | 1984 |      | Arnaldo Niskier (* 1935)                              | |      |

### Cadeira 19 – „Joaquim Caetano“
| Nr. | von  | bis  | Name                                 | Anmerkungen | Bild |
| --- | ---- | ---- | ------------------------------------ | --- | ---- |
| 1   | 1897 | 1918 | Alcindo Guanabara (1865–1918)        | hier sollte ein kurzer erläuternder Text zu dem Akademiemitglied stehen, z. B. über sein Werk, besondere Anerkennungen etc. |      |
| 2   | 1919 | 1922 | Silvério Gomes Pimenta (1840–1922)   | |      |
| 3   | 1923 | 1959 | Gustavo Barroso (1888–1959)          | Barroso war von 1932 bis 1933 der fünfzehnte Präsident der Akademie.                                                        |      |
| 4   | 1960 | 1973 | Antônio da Silva Melo (1886–1973)    | |      |
| 5   | 1974 | 1993 | Américo Jacobina Lacombe (1909–1993) | |      |
| 6   | 1993 | 2003 | Marcos Almir Madeira (1916–2003)     | |      |
| 7   | 2004 |      | Antonio Carlos Secchin (* 1952)      | |      |

### Cadeira 20 – „Joaquim Manuel de Macedo“
| Nr. | von  | bis  | Name                                | Anmerkungen | Bild |
| --- | ---- | ---- | ----------------------------------- | ----------- | ---- |
| 1   | 1897 | 1913 | Salvador de Mendonça (1841–1913)    |             |      |
| 2   | 1914 | 1918 | Emílio de Meneses (1866–1918)       |             |      |
| 3   | 1919 | 1934 | Humberto de Campos (1884–1934)      |             |      |
| 4   | 1935 | 1969 | Múcio Leão (1898–1969)              |             |      |
| 5   | 1970 | 1998 | Aurélio de Lira Tavares (1905–1998) |             |      |
| 6   | 1999 | 2020 | Murilo Melo Filho (1928–2020)       |             |      |
| 7   | 2021 |      | Gilberto Gil (* 1942)               |             |      |

### Cadeira 21 – „Joaquim Serra“
| Nr. | von  | bis  | Name                                   | Anmerkungen | Bild |
| --- | ---- | ---- | -------------------------------------- | --- | ---- |
| 1   | 1897 | 1905 | José do Patrocínio (1853/1854–1905)    | Patrocínio wurde insbesondere durch seine abolitionistischen Schriften zu einer herausragenden Figur in der Anti-Sklaverei-Bewegung Brasiliens ab 1879. Er verfasste die Erklärung der politischen Ziele und Absichten, welche 1883 als Manifesto da Confederação Abolicionista veröffentlicht wurden. |      |
| 2   | 1905 | 1925 | Mário de Alencar (1872–1925)           | |      |
| 3   | 1926 | 1958 | Olegário Mariano (1889–1958)           | |      |
| 4   | 1959 | 1964 | Álvaro Moreira (1888–1964)             | |      |
| 5   | 1965 | 1990 | Adonias Filho (1915–1990)              | |      |
| 6   | 1991 | 1999 | Dias Gomes (1922–1999)                 | Alfredo de Freitas Dias Gomes wurde in Brasilien als Dramaturg und Autor von über einem Dutzend Telenovelas bekannt. |      |
| 7   | 1999 | 2001 | Roberto de Oliveira Campos (1917–2001) | |      |
| 8   | 2002 |      | Paulo Coelho (* 1947)                  | |      |

### Cadeira 22 – „José Bonifácio, o Moço“
| Nr. | von  | bis  | Name                                 | Anmerkungen | Bild |
| --- | ---- | ---- | ------------------------------------ | --- | ---- |
| 1   | 1897 | 1934 | Medeiros e Albuquerque (1867–1934)   | 1890 veröffentlichte er eine frühe Textversion für die Brasilianische Nationalhymne. 1923 wurde Medeiros e Albuquerque sechster Präsident der Akademie. |      |
| 2   | 1935 | 1952 | Miguel Osório de Almeida (1890–1952) | |      |
| 3   | 1954 | 1990 | Luís Viana Filho (1908–1990)         | |      |
| 4   | 1990 | 2016 | Ivo Pitanguy (1926–2016)             | |      |
| 5   | 2017 |      | João Almino                          | Magnum opus: Enigmas da Primavera, ausgezeichnet als Jabuti-Preisträger 2017                                                                            |      |

### Cadeira 23 – „José de Alencar“
| Nr. | von  | bis  | Name                                    | Anmerkungen | Bild |
| --- | ---- | ---- | --------------------------------------- | --- | ---- |
| 1   | 1897 | 1908 | Machado de Assis (1839–1908)            | Der brasilianische Autor von Romanen, Kurzgeschichten und Gedichten gilt als die wichtigste Figur in der brasilianischen Literatur und hatte großen Einfluss auf die Literatur Brasiliens im 19. und 20. Jahrhundert.                                                    |      |
| 2   | 1908 | 1917 | Lafayette Rodrigues Pereira (1834–1917) | |      |
| 3   | 1917 | 1930 | Alfredo Pujol (1865–1930)               | |      |
| 4   | 1930 | 1960 | Otávio Mangabeira (1886–1960)           | |      |
| 5   | 1961 | 2001 | Jorge Amado (1912–2001)                 | |      |
| 6   | 2001 | 2008 | Zélia Gattai (1916–2008)                | Gattai veröffentlichte 13 Werke; das bekannteste war der autobiografische Roman „Anarchisten, Gott sei Dank“. 2001 wurde sie als fünfte Frau überhaupt in die Akademie aufgenommen und folgte ihrem verstorbenen Gatten Jorge Amado auf dem prestigeträchtigen Stuhl 23. |      |
| 7   | 2008 | 2013 | Luiz Paulo Horta (1943–2013)            | |      |
| 8   | 2013 |      | Antônio Torres (* 1940)                 | |      |

### Cadeira 24 – „Júlio Ribeiro“
| Nr. | von  | bis  | Name                             | Anmerkungen | Bild |
| --- | ---- | ---- | -------------------------------- | --- | ---- |
| 1   | 1897 | 1916 | Garcia Redondo (1854–1916)       | |      |
| 2   | 1917 | 1940 | Luís Guimarães Filho (1878–1940) | |      |
| 3   | 1940 | 1968 | Manuel Bandeira (1886–1968)      | |      |
| 4   | 1969 | 1994 | Ciro dos Anjos (1906–1994)       | |      |
| 5   | 1994 | 2016 | Sábato Magaldi (1927–2016)       | Als Hauptwerk des Theaterwissenschaftlers und -kritikers gilt sein 2001 erschienenes Panorama do Teatro Brasileiro.                                                                |      |
| 6   | 2016 |      | Geraldo Carneiro (* 1952)        | Der Mineiro Geraldo Carneiro ist Lyriker, Liedtexter, Drehbuchautor, übersetzte William Shakespeare’s Sonette und adaptierte Frank Wedekind’s Lulu für das brasilianische Theater. |      |

### Cadeira 25 – „Junqueira Freire“
| Nr. | von  | bis  | Name                                     | Anmerkungen                                                                    | Bild |
| --- | ---- | ---- | ---------------------------------------- | ------------------------------------------------------------------------------ | ---- |
| 1   | 1897 | 1906 | Franklin Dória (1836–1906)               |                                                                                |      |
| 2   | 1907 | 1916 | Artur Orlando da Silva (1858–1916)       |                                                                                |      |
| 3   | 1916 | 1955 | Ataulfo de Paiva (1867–1955)             | Ataulfo Nápoles de Paiva war im Jahre 1937 neunzehnter Präsident der Akademie. |      |
| 4   | 1955 | 1957 | José Lins do Rego (1901–1957)            |                                                                                |      |
| 5   | 1958 | 1990 | Afonso Arinos de Melo Franco (1905–1990) |                                                                                |      |
| 6   | 1991 |      | Alberto Venancio Filho (* 1934)          |                                                                                |      |

### Cadeira 26 – „Laurindo Rabelo“
| Nr. | von  | bis  | Name                         | Anmerkungen | Bild |
| --- | ---- | ---- | ---------------------------- | --- | ---- |
| 1   | 1897 | 1909 | Guimarães Passos (1867–1909) | |      |
| 2   | 1910 | 1921 | João do Rio (1881–1921)      | João do Rio war das Pseudonym des João Paulo Emílio Cristóvão dos Santos Coelho Barreto, kurz auch Paulo Barreto.                                                                                                |      |
| 3   | 1922 | 1933 | Constâncio Alves (1862–1933) | |      |
| 4   | 1934 | 1963 | Ribeiro Couto (1898–1963)    | |      |
| 5   | 1963 | 1969 | Gilberto Amado (1887–1969)   | |      |
| 6   | 1970 | 1984 | Mauro Mota (1911–1984)       | |      |
| 7   | 1985 | 2025 | Marcos Vilaça (1939–2025)    | Der ehemalige Präsident des brasilianischen Bundesrechnungshofes, Autor des ins Deutsche unter dem Titel übersetzten Werkes Die Grundherren, war von 2006 bis 2007 und von 2010 bis 2011 Präsident der Akademie. |      |

### Cadeira 27 – „Antônio Peregrino Maciel Monteiro“
| Nr. | von  | bis  | Name                                 | Anmerkungen | Bild |
| --- | ---- | ---- | ------------------------------------ | --- | ---- |
| 1   | 1897 | 1910 | Joaquim Nabuco (1849–1910)           | Als Abgeordneter im brasilianischen Parlament unterstützte Nabuco ab 1878 die Kampagne der Abolitionisten. 1878 gründete er die Brasilianische Gesellschaft gegen Sklaverei (Sociedade Antiescravidão Brasileira), die maßgeblichen Anteil an der Abschaffung der Sklaverei 1888 hatte (siehe Lei Áurea). Die Gründe dafür waren aber weniger humanitäre Überzeugungen, sondern vielmehr die Auffassung, dass die Sklaverei für einen Großteil der Probleme des Landes verantwortlich war. Der Anhänger der Monarchie zog sich nach der Proklamation der Republik 1889 aus dem politischen Leben zurück. Als literarisches Hauptwerk gilt seine Autobiographie Minha formação (Meine Ausbildung) von 1900. |      |
| 2   | 1910 | 1931 | Dantas Barreto (1850–1931)           | |      |
| 3   | 1931 | 1934 | Gregório da Fonseca (1875–1934)      | |      |
| 4   | 1936 | 1971 | Levi Carneiro (1882–1971)            | |      |
| 5   | 1972 | 1980 | Otávio de Faria (1908–1980)          | |      |
| 6   | 1981 | 2017 | Eduardo Portella (1932–2017)         | |      |
| 7   | 2017 |      | Antonio Cicero Correia Lima (* 1945) | |      |

### Cadeira 28 – „Manuel Antônio de Almeida“
| Nr. | von  | bis  | Name                            | Anmerkungen | Bild |
| --- | ---- | ---- | ------------------------------- | --- | ---- |
| 1   | 1897 | 1918 | Inglês de Sousa (1853–1918)     | |      |
| 2   | 1919 | 1942 | Xavier Marques (1861–1942)      | |      |
| 3   | 1943 | 1988 | Menotti Del Picchia (1892–1988) | |      |
| 4   | 1989 | 2005 | Oscar Dias Correia (1921–2005)  | |      |
| 5   | 2006 |      | Domício Proença Filho (* 1936)  | Proença Filho wurde insbesondere als Linguist bekannt und veröffentlichte 2004 das vierbändige Werk „Língua Portuguesa, Comunicação, Cultura“. |      |

### Cadeira 29 – „Martins Pena“
| Nr. | von  | bis  | Name                                | Anmerkungen | Bild |
| --- | ---- | ---- | ----------------------------------- | --- | ---- |
| 1   | 1897 | 1908 | Artur de Azevedo (1855–1908)        | Azevedo zeichnete Karikaturen, die die Regierung verärgerten, und schrieb Kurzgeschichten und Theaterstücke. Als Theaterkritiker förderte er die Errichtung des Theatro Municipal do Rio de Janeiro. |      |
| 2   | 1909 | 1924 | Vicente de Carvalho (1866–1924)     | |      |
| 3   | 1924 | 1954 | Cláudio de Sousa (1876–1954)        | |      |
| 4   | 1954 | 2006 | Josué Montello (1917–2006)          | |      |
| 5   | 2006 | 2010 | José Mindlin (1914–2010)            | |      |
| 6   | 2010 |      | Geraldo Holanda Cavalcanti (* 1929) | Der Dichterjurist und Botschafter trat als Lyriker und Übersetzer hervor. Er wurde 2014 zum 51. Präsidenten der Akademie gewählt.                                                                    |      |

### Cadeira 30 – „Pardal Mallet“
| Nr. | von  | bis  | Name                                            | Anmerkungen | Bild |
| --- | ---- | ---- | ----------------------------------------------- | --- | ---- |
| 1   | 1897 | 1905 | Pedro Rabelo (1868–1905)                        | |      |
| 2   | 1906 | 1914 | Heráclito Graça (1837–1914)                     | |      |
| 3   | 1914 | 1960 | Antônio Austregésilo (1876–1960)                | |      |
| 4   | 1961 | 1989 | Aurélio Buarque de Holanda Ferreira (1910–1989) | Romanist und Lexikograf, bekannt durch sein 1975 erstmals erschienenes Novo Dicionário da Língua Portuguesa, dem Dicionário Aurélio. |      |
| 5   | 1989 | 2022 | Nélida Piñon (1937–2022)                        | Großen Erfolg hatte ihr Generationenroman A Republica dos Sonhos (Republik der Träume).                                              |      |
| 6   | 2023 | 2025 | Heloisa Teixeira (1939–2025)                    | Bis 2023 als Heloísa Buarque de Hollanda bekannt (Nachname des ersten Ehemanns); zehnte in die ABL aufgenommene Frau                 |      |

### Cadeira 31 – „Pedro Luís Pereira de Sousa“
| Nr. | von  | bis  | Name                                 | Anmerkungen | Bild |
| --- | ---- | ---- | ------------------------------------ | --- | ---- |
| 1   | 1897 | 1898 | Luís Guimarães Júnior (1845–1898)    | |      |
| 2   | 1898 | 1934 | João Ribeiro (1860–1934)             | |      |
| 3   | 1934 | 1937 | Paulo Setúbal (1893–1937)            | |      |
| 4   | 1937 | 1974 | Cassiano Ricardo (1895–1974)         | |      |
| 5   | 1974 | 1989 | José Cândido de Carvalho (1914–1989) | |      |
| 6   | 1989 | 2003 | Geraldo França de Lima (1914–2003)   | |      |
| 7   | 2003 | 2011 | Moacyr Scliar (1937–2011)            | Der Dichterarzt, mehrfacher Prêmio-Jabuti-Preisträger, widmete einen großen Teil seines Schaffens der jüdischen Identität in der Diaspora und dem Judentum Brasiliens. Als deutsche Übersetzungen erschienen u. a. Die Ein-Mann-Armee, Das seltsame Volk des Rafael Mendes und Der Zentaur im Garten. |      |
| 8   | 2011 |      | Merval Pereira (* 1949)              | |      |

### Cadeira 32 – „Manuel de Araújo Porto-alegre“
| Nr. | von  | bis  | Name                        | Anmerkungen | Bild |
| --- | ---- | ---- | --------------------------- | --- | ---- |
| 1   | 1897 | 1927 | Carlos de Laet (1847–1927)  | |      |
| 2   | 1928 | 1938 | Ramiz Galvão (1846–1938)    | |      |
| 3   | 1938 | 1967 | Viriato Correia (1884–1967) | |      |
| 4   | 1967 | 1973 | Joracy Camargo (1898–1973)  | |      |
| 5   | 1973 | 1989 | Genolino Amado (1902–1989)  | |      |
| 6   | 1990 | 2014 | Ariano Suassuna (1927–2014) | Suassuna, späterer Konvertit zum Katholizismus, schrieb höchst beachtete zeitgenössische Theaterstücke, Romane und Gedichte. Als literarischer Regionalist ist er seiner Heimat im Nordosten Brasiliens verbunden. Ins Deutsche wurden u. a. übersetzt: Das Testament des Hundes oder das Spiel von Unserer Lieben Frau der Mitleidvollen (Theater) und Der Stein des Reiches oder die Geschichte des Fürsten vom Blut des Geh-und-kehr-zurück (Roman). |      |
| 7   | 2014 |      | Zuenir Ventura (* 1931)     | |      |

### Cadeira 33 – „Raul Pompeia“
| Nr. | von  | bis  | Name                                    | Anmerkungen | Bild |
| --- | ---- | ---- | --------------------------------------- | --- | ---- |
| 1   | 1897 | 1925 | Domício da Gama (1862–1925)             | Domício da Gama ist das Pseudonym des Journalisten, Schriftstellers und Diplomaten Domício Afonso Forneiro. Da Gama war 1919 Präsident der Akademie.                                                                     |      |
| 2   | 1926 | 1944 | Fernando Magalhães (1878–1944)          | Der Arzt und Professor für Geburtshilfe und Gynäkologie veröffentlichte über 200 medizinische Fachbeiträge. 1929 war er zwölfter Präsident der Akademie und in zweiter Amtszeit vierzehnter Präsident von 1931 bis 1932. |      |
| 3   | 1944 | 1961 | Luís Edmundo (1878–1961)                | |      |
| 4   | 1962 | 2000 | Afrânio Coutinho (1911–2000)            | Coutinho war einer der Herausgeber der 1990 erschienenen zweibändigen Enciclopédia de Literatura Brasileira. |      |
| 5   | 2001 | 2025 | Evanildo Cavalcante Bechara (1928–2025) | |      |

### Cadeira 34 – „António Pereira de Sousa Caldas“
| Nr. | von  | bis  | Name                                     | Anmerkungen | Bild |
| --- | ---- | ---- | ---------------------------------------- | --- | ---- |
| 1   | 1897 | 1898 | João Manuel Pereira da Silva (1817–1898) | Rechtsanwalt, Journalist, Schriftsteller, Historiker und Politiker. Magnum opus ist seine siebenbändige História da fundação do Império. |      |
| 2   | 1898 | 1912 | Barão do Rio Branco (1845–1912)          | |      |
| 3   | 1912 | 1926 | Lauro Müller (1863–1926)                 | |      |
| 4   | 1926 | 1956 | Francisco de Aquino Correia (1885–1956)  | |      |
| 5   | 1956 | 1981 | Raimundo Magalhães Júnior (1907–1981)    | |      |
| 6   | 1982 | 1993 | Carlos Castelo Branco (1920–1993)        | |      |
| 7   | 1993 | 2014 | João Ubaldo Ribeiro (1941–2014)          | João Ubaldo Ribeiro ist literarisch seiner Heimat Bahia verbunden, deren Bewohner er bestechend beschreibt. Seine Werke werden dem Literaturstil des magischen Realismus in der Art eines Gabriel García Márquez zugerechnet. Erfahrungen in Deutschland hat er autobiografisch in Ein Brasilianer in Berlin, erschienen 2010, zusammengefasst. |      |
| 8   | 2014 |      | Evaldo Cabral de Mello (* 1936)          | Mello war lange Zeit Botschafter seines Landes; als Historiker der brasilianischen Kolonialgeschichte genießt er einen hohen Ruf, als Hauptwerk gilt sein O negócio do Brasil (Das Brasiliengeschäft), erschienen 2011. |      |

### Cadeira 35 – „Aureliano Tavares Bastos“
| Nr. | von  | bis  | Name                                | Anmerkungen | Bild |
| --- | ---- | ---- | ----------------------------------- | --- | ---- |
| 1   | 1897 | 1944 | Rodrigo Otávio (1866–1944)          | |      |
| 2   | 1944 | 1969 | Rodrigo Otávio Filho (1892–1969)    | |      |
| 3   | 1969 | 1987 | José Honório Rodrigues (1913–1987)  | |      |
| 4   | 1987 | 1989 | Celso Ferreira da Cunha (1917–1989) | Der Mediävist und Sprachpolitiker wurde durch seine Grammatiken des Portugiesischen bekannt, 1984 veröffentlichte er seine Nova gramática do português contemporâneo, von der es auch eine Kurz- und eine Minifassung gibt. |      |
| 5   | 1989 | 2022 | Cândido Mendes (1928–2022)          | |      |
| 6   | 2022 |      | Godofredo de Oliveira Neto (* 1951) | |      |

### Cadeira 36 – „Teófilo Dias“
| Nr. | von  | bis  | Name                                                | Anmerkungen | Bild |
| --- | ---- | ---- | --------------------------------------------------- | --- | ---- |
| 1   | 1897 | 1938 | Afonso Celso de Assis Figueiredo Júnior (1860–1938) | Der Dichterjurist Conde de Afonso Celso war ein Verfechter des Abolitionismus. Seine Wortneuschöpfung „ufanismo“ (Ufanismus) steht für eine übertriebene, auch beschönigende Ausdrucksform. |      |
| 2   | 1939 | 1971 | Clementino Fraga (1880–1971)                        | |      |
| 3   | 1971 | 1982 | Paulo Carneiro (1901–1982)                          | |      |
| 4   | 1982 | 1991 | José Guilherme Merquior (1941–1991)                 | |      |
| 5   | 1991 | 2013 | João de Scantimburgo (1915–2013)                    | |      |
| 6   | 2013 |      | Fernando Henrique Cardoso (* 1931)                  | |      |

### Cadeira 37 – „Tomás Antônio Gonzaga“
| Nr. | von  | bis  | Name                                                          | Anmerkungen                                                                 | Bild |
| --- | ---- | ---- | ------------------------------------------------------------- | --------------------------------------------------------------------------- | ---- |
| 1   | 1897 | 1930 | José Júlio da Silva Ramos (1853–1930)                         | Bekannt unter der Kurzform des Namens: Silva Ramos                          |      |
| 2   | 1931 | 1941 | José de Alcântara Machado de Oliveira (1875–1941)             | Kurzformen des Namens auch: José de Alcântara Machado und Alcântara Machado |      |
| 3   | 1941 | 1954 | Getúlio Dornelles Vargas (1882–1954)                          |                                                                             |      |
| 4   | 1954 | 1968 | Francisco de Assis Chateaubriand Bandeira de Melo (1892–1968) | Kurzformen des Namens auch: Assis Chateaubriand und „Chatô“                 |      |
| 5   | 1968 | 1999 | João Cabral de Melo Neto (1920–1999)                          |                                                                             |      |
| 6   | 2000 | 2014 | Ivan Junqueira (1934–2014)                                    |                                                                             |      |
| 7   | 2014 | 2016 | Ferreira Gullar (1930–2016)                                   |                                                                             |      |
| 8   | 2017 |      | Arno Wehling (* 1947)                                         | Historiker deutscher Abstammung                                             |      |

### Cadeira 38 – „Tobias Barreto“
| Nr. | von  | bis  | Name                                    | Anmerkungen | Bild |
| --- | ---- | ---- | --------------------------------------- | --- | ---- |
| 1   | 1897 | 1931 | Graça Aranha (1868–1931)                | Vollständiger Name: José Pereira da Graça Aranha. |      |
| 2   | 1931 | 1932 | Alberto Santos Dumont (1873–1932)       | Santos Dumont war einer der ersten Luftschifffahrtpioniere Südamerikas. |      |
| 3   | 1933 | 1954 | Celso Vieira (1878–1954)                | |      |
| 4   | 1955 | 1966 | Maurício Campos de Medeiros (1885–1966) | |      |
| 5   | 1966 | 1980 | José Américo de Almeida (1887–1980)     | Zunächst im Kabinett Vargas, ging José Américo in die innere Emigration. Sein literarisches Werk ist nicht umfangreich, jedoch was sein Werk A Bagaceira (Die Zuckermühle) von 1928 sprach- und themenbildend für den brasilianischen Regionalismus des Nordostens. |      |
| 6   | 1980 |      | José Sarney (* 1930)                    | |      |

### Cadeira 39 – „Francisco Adolfo de Varnhagen“
| Nr. | von  | bis  | Name                                 | Anmerkungen | Bild |
| --- | ---- | ---- | ------------------------------------ | --- | ---- |
| 1   | 1897 | 1928 | Oliveira Lima (1867–1928)            | |      |
| 2   | 1928 | 1931 | Alberto de Faria (1865–1931)         | |      |
| 3   | 1933 | 1933 | Rocha Pombo (1857–1933)              | |      |
| 4   | 1934 | 1949 | Rodolfo Garcia (1873–1949)           | |      |
| 5   | 1950 | 1979 | Elmano Cardim (1891–1979)            | |      |
| 6   | 1979 | 1992 | Otto Lara Resende (1922–1992)        | |      |
| 7   | 1993 | 2003 | Roberto Marinho (1904–2003)          | |      |
| 8   | 2003 | 2021 | Marco Maciel (1940–2021)             | Ehemaliger Minister für Erziehung und Kultur, Vizepräsident Brasiliens, Senator für Pernambuco. In seinen politischen Schriften thematisierte er den Liberalismus. |      |
| 9   | 2021 |      | José Paulo Cavalcanti Filho (* 1948) | |      |

### Cadeira 40 – „José Maria da Silva Paranhos“, Visconde do Rio Branco
| Nr. | von  | bis  | Name                                     | Anmerkungen | Bild |
| --- | ---- | ---- | ---------------------------------------- | --- | ---- |
| 1   | 1897 | 1901 | Eduardo Paulo da Silva Prado (1860–1901) | |      |
| 2   | 1901 | 1916 | Afonso Arinos (1868–1916)                | |      |
| 3   | 1916 | 1934 | Miguel Couto (1864–1934)                 | |      |
| 4   | 1935 | 1983 | Alceu Amoroso Lima (1893–1983)           | |      |
| 5   | 1984 | 2016 | Evaristo de Moraes Filho (1914–2016)     | |      |
| 6   | 2016 |      | Edmar Bacha (* 1942)                     | Der Wirtschaftswissenschaftler Bacha war Mitschöpfer des Plano Real. Mit O Rei da Belínda schuf er 1974 ein fabelhaftes Land und Sinnbild Brasiliens, dem 2012 Belíndia 2.0 mit Fabeln und Essays eines Landes der Kontraste folgte. |      |